# Хмельники (Семполенський повіт)
Хмельники (пол. Chmielniki) — село в Польщі, у гміні Семпульно-Краєнське Семполенського повіту Куявсько-Поморського воєводства.
Населення — 67 осіб (2011).
У 1975-1998 роках село належало до Бидгощського воєводства.

## Демографія
Демографічна структура станом на 31 березня 2011 року:
|          | Загалом | Допрацездатний вік | Працездатний вік | Постпрацездатний вік |
| -------- | ------- | ------------------ | ---------------- | -------------------- |
| Чоловіки | 36      | 8                  | 25               | 3                    |
| Жінки    | 31      | 7                  | 17               | 7                    |
| Разом    | 67      | 15                 | 42               | 10                   |